# Ludwik Vidaurrázaga Gonzáles
Ludwik Vidaurrázaga Gonzáles,  Luis Vidaurrázaga Gonzáles (ur. 13 września 1901 w Bilbao, zm. 31 grudnia 1936) – hiszpański benedyktyn, męczennik i błogosławiony Kościoła katolickiego.

## Życiorys
W wieku 12 lat wstąpił do opactwa w Silosie. 15 września 1919 roku złożył śluby zakonne, a potem 19 grudnia 1925 roku został wyświęcony na kapłana. Po wybuchu wojny domowej w Hiszpanii przebywał w więzieniu, lecz wypuszczono go na wolność. Wkrótce po raz kolejny został uwięziony i 31 grudnia 1936 rozstrzelany.
Beatyfikował go kardynał Angelo Amato w imieniu papieża Franciszka 29 października 2016. Razem z nim zostali beatyfikowani trzej inni męczennicy z zakonu benedyktynów: Józef Antoni Gómez, Jan Rafał Marian Alcocer Martínez i Antolin Pablos Villanueva.